# Paul Galleret
Paul François Victor Michel Galleret (Varzy, 21 juillet 1902 - Paris 16e, 17 septembre 2001) est un amiral et résistant français.

## Biographie
Il entre à l'École navale en octobre 1920 et en sort enseigne de 2e classe en octobre 1922. Enseigne de 1re classe (octobre 1924), il sert sur le torpilleur Casque, le croiseur Strasbourg puis l'aviso Calais avant d'être breveté fusilier en 1927 et d'embarquer sur le torpilleur Palme.
Lieutenant de vaisseau (juin 1929), élève à l’École des transmissions de Toulon (1930), il sert sur le cuirassé Jean-Bart puis travaille à Cherbourg (1934-1935) avant de rejoindre le transport d'hydravions Commandant-Teste et de passer, en 1937, sur l'aviso Bougainville dans l'océan Indien.
Promu capitaine de corvette (décembre 1939), il sert en juin 1940 sur le contre-torpilleur Le Triomphant qui rallie les Forces navales françaises libres en Angleterre. Il est alors affecté à l'état-major des FNFL (1941) puis à celle du général de Gaulle en 1942. En 1943, il commande la marine à Madagascar et, en 1944, le croiseur auxiliaire Quercy.
Capitaine de frégate (octobre 1944), commandant de l'aviso Savorgnan-de-Brazza puis de la marine au Havre, il est nommé capitaine de vaisseau en décembre 1946 et commande alors le croiseur Duguay-Trouin en Indochine (1949-1951).
Auditeur à l'Institut des hautes études de défense nationale (1951-1952), il est attaché à l'état-major particulier du ministre de la Défense nationale et est promu contre-amiral en juin 1953. Commandant de la marine à Lorient, il dirige en 1956 le groupe des écoles de la Méditerranée.
Vice-amiral d’escadre (décembre 1960), préfet maritime de Toulon, il est membre du Haut Tribunal militaire créé le 27 avril 1961 par décision du général de Gaulle, en vertu de l'article 16 de la Constitution, et juge les généraux Challe et Zeller du 29 au 31 mai 1961. Il fait partie de cette juridiction lors du procès du général Jouhaud qui se déroule du 11 au 13 avril 1962 et qui condamne l'accusé à la peine de mort. Il est encore membre de cette juridiction qui juge le général Salan du 15 au 23 mai 1962 et qui le condamne à la détention criminelle à perpétuité. Paul Galleret est nommé amiral en juillet 1962 et inspecteur général de la marine.
Il prend sa retraite en août 1963 mais assure jusqu'en 1970 les fonctions de commissaire général aux Monuments commémoratifs des guerres et de la Résistance.

## Récompenses et distinctions
- Membre de l'Académie du Var (1961).
- Chevalier (1er juillet 1937), Grand-officier de la Légion d'honneur (juillet 1961)[2].